# Oskar Herterich
Oskar Paul Herterich (* 6. September 1906 in Karlsruhe; † 13. November 1978 in Ulm) war ein deutscher Ingenieur.

## Leben
Herterich kam als Sohn des Kaufmanns Karl Herterich und seiner Ehefrau Bertha, geb. Krenger, zur Welt. Er studierte von 1928 bis 1932 Maschinenbau an der Technischen Hochschule Karlsruhe. Anschließend war er Konstrukteur bei der Karlsruher Feuerwehrgerätefabrik Carl Metz. Für ein halbes Jahr kehrte er als wissenschaftlicher Assistent am Lehrstuhl für Hebemaschinen an die TH Karlsruhe zurück. Im Jahr 1936 übernahm er im Magirus-Werk in Ulm als Oberingenieur die Konstruktionsleitung der Feuerwehr- und Kommunalabteilung. Im Jahr 1953 wurde er Direktor des Werks. Unter seiner Leitung entstanden richtungsweisende Entwicklungen auf dem Gebiet des Baus von Feuerwehrgeräten und Kommunalfahrzeugen.
Von 1946 an war er führender Mitarbeiter im Fachnormenausschuss Feuerwehrlöschwesen im Deutschen Normenausschuss. Unter seiner Aufsicht wurden zahlreiche Feuerwehr-Normblätter überarbeitet oder neu erstellt.

## Ehrungen
- 1970: Ehrenmitgliedschaft und Verleihung der Heinrich-Henne-Medaille der Vereinigung zur Förderung des Deutschen Brandschutzes e. V. (vfdb)[1]
- 1976: Verdienstkreuz 1. Klasse des Verdienstordens der Bundesrepublik Deutschland
- 1979: Im Gemeindezentrum der Ev. Auferstehungskirchengemeinde Ulm, wo Herterich ehrenamtlich im Kirchengemeinderat tätig war und sich um den Aufbau der Gemeinde verdient gemacht hatte, wurde nach seinem Tod ein Saal nach ihm benannt.